# Yacimiento paleontológico de Yanashallash
El yacimiento paleontológico de Yanashallash o de Huanzalá-Antamina es una formación rocosa con huellas de saurios ubicada en Áncash, Perú. De edad Albiense (Cretácico Inferior), de hace 115 y 110 millones de años aproximadamente. En estas placas rocosas se preservan un conjunto de huellas muy variado y de buen estado de conservación, destacan las huellas de dinosaurios del suborden de los terópodos y huellas más pequeñas pertenecientes a herbívoros. También troncos fosilizados que aún mantienen su forma y las capas de su corteza.

## Ubicación y descubrimiento
Yanashallash se ubica a unos 200 km de Huaraz, capital de la región Áncash y a 15 km de Pachapaqui, el pueblo más cercano. El clima es frío y lluvioso, por localizarse sobre los 4000 m s.n.m. El yacimiento toma el nombre de la montaña que domina la zona: el nevado Yanashallash de 4600 m s.n.m. Fue descubierto en el 2001 cuando se construía la carretera al campamento de minero de Antamina, y aunque no se han puesto en marcha grandes proyectos de exploración científica, las huellas y fósiles aparecen dispersos por varios kilómetros.

## Clima y geología durante el Cretácico en Yanashallash

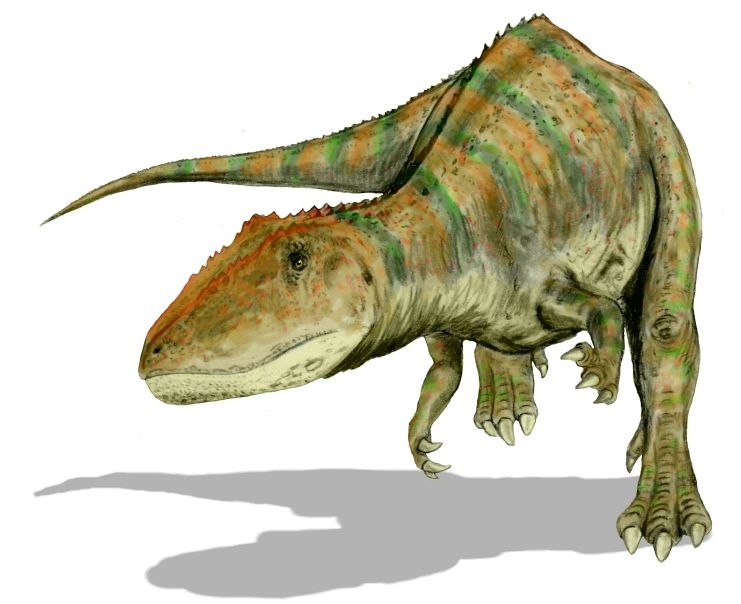
Por ser del Cretácico, las huellas pertenecerían a un Carcharodontosaurio que habitó Sudamérica.

Durante la división del supercontinente Pangea, el territorio oriental de la actual Cordillera de los Andes — en ese entonces una meseta con picos que alcanzaban los mil metros — era una inmensa y tupida sabana que hacía de orilla a un mar que se adentraba desde la actual Colombia hasta el norte de Bolivia. Este ecosistema templado a orillas del mar con ríos tributarios de gran caudal que descendían de la primigenia Cordillera de los Andes propició la proliferación de diversas especies de dinosaurios, los cuales legaron un extenso yacimiento de huellas y fósiles en el actual territorio sur-oriental del parque nacional, en terrenos que se formaron durante la etapa del Albiense durante el Cretácico Inferior y que ahora se encuentran sobre los 4000 m s.n.m.